# 加錢西帕

加錢西帕（西班牙語：Gachancipá）是哥倫比亞的城鎮，位於該國中部，由昆迪納馬卡省負責管轄，距離首府波哥大30公里，始建於1612年1月1日，面積44平方公里，海拔高度2,379米，2005年人口10,792。